# PowerColor

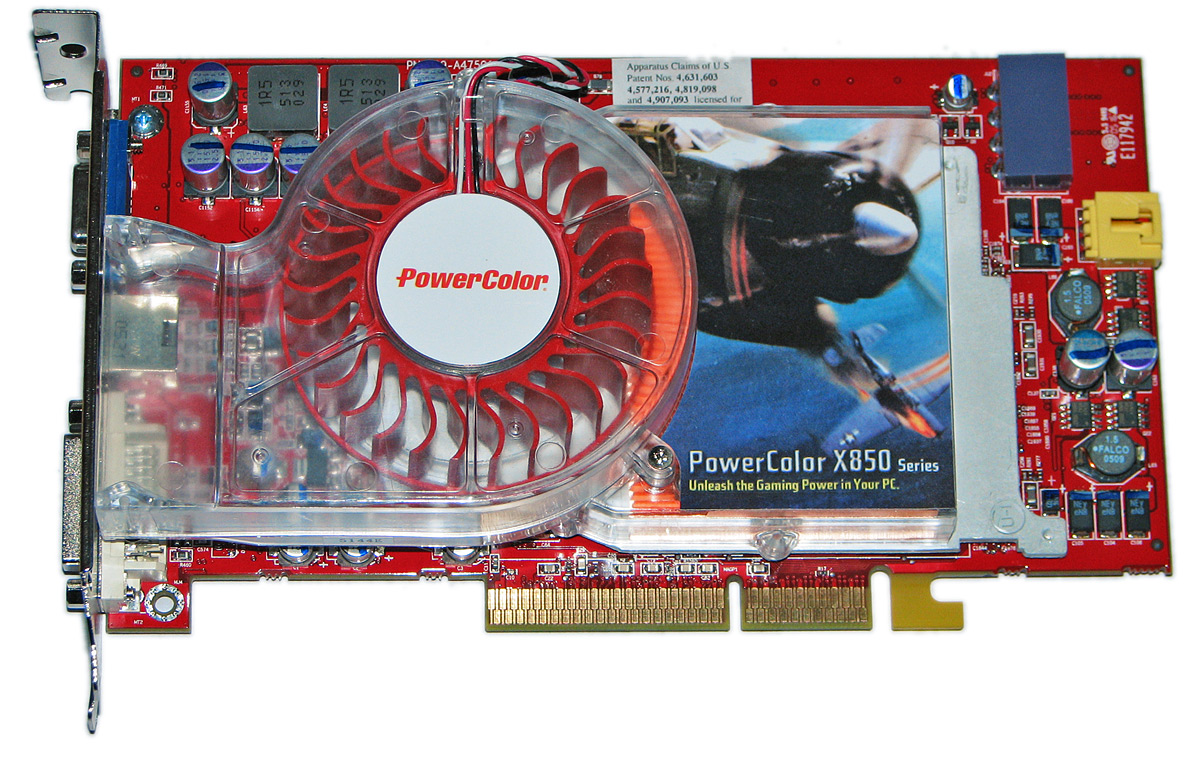
PowerColor Radeon X850XT PE

PowerColor, ПоверКолор — Тайванський виробник графічних карт для комп'ютерів. Штаб-квартира у Сіті-оф-Індастрі, Каліфорнія. Є дочірньою компанією TUL Corporation з Тайваню. Була створена 1997 року TUL Corporation.
Відео карти здебільшого виробляються для ПоверКолор на замовлення у Китаї підприємством Foxconn, яке також виробляє усю лінію виробів Apple Computer.
ПоверКолор ліцензоване виробляти відеокарти ATI, проте також виробляє відеокарти з чипсетами NVIDIA під маркою Zogis. Найбільшим конкурентом ПоверКолор є Sapphire.